# Gary Chauvin
Gary Chauvin (ur. 29 grudnia 1987 w Brive-la-Gaillarde) – francuski siatkarz, grający na pozycji rozgrywającego. 

## Sukcesy klubowe
Puchar Challenge:
- 2017

Mistrzostwo Francji:
- 2017[2][3], 2023[4]
- 2022[5]

Puchar CEV:
- 2022[6]

Puchar Francji:
- 2023[7]